# 托德·皮尔逊
托德·皮尔逊（英語：Todd Pearson，1977年11月25日—），澳大利亚男子游泳运动员。他曾代表澳大利亚参加2000年和2004年夏季奥林匹克运动会游泳比赛，获得二枚金牌和一枚银牌。